# Додзін

Логотип додзін

Додзін (яп. 同人) — японське поняття, що означає групу друзів або однодумців, які поділяють спільні інтереси, захоплення, хобі. Утворюють додзін-сакуру — кола людей, які займаються виробництвом і поширенням спеціальних журналів та ігор для однодумців додзінсі та додзін-ґему.

## Мета додзін

### Манга
Після Другої світової війни почали з'являтись журнали додзін, головною темою яких були комікси та їхній японський різновид манга. Від самого початку в цьому жанрі працювало багато митців, серед яких можна відзначити Сьотаро Ісіноморі та Фудзіко Фудзіо.